# Volker Lüdecke

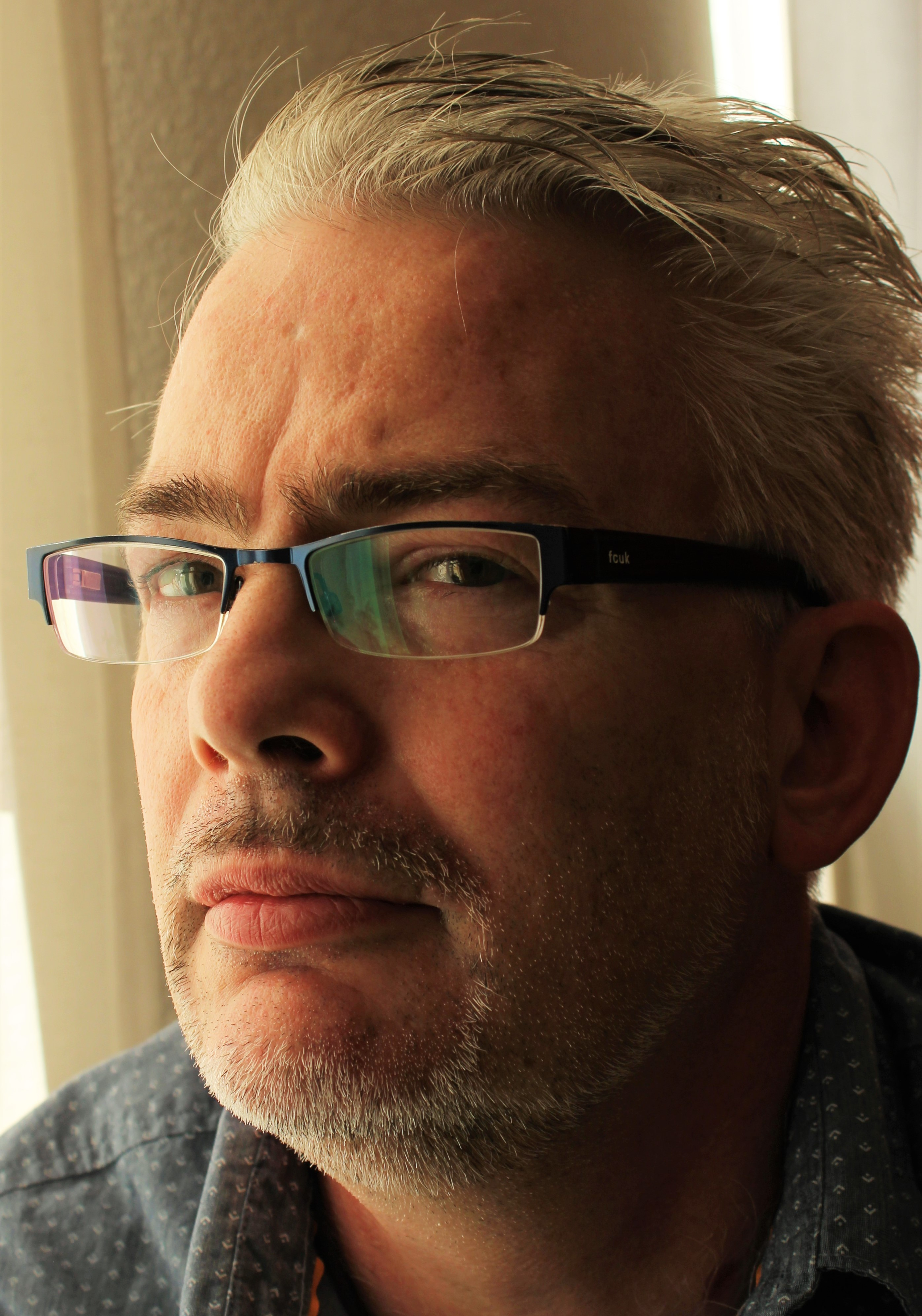
Volker Lüdecke, 2016

Volker Lüdecke (* 28. März 1961 in Hannover) ist ein deutscher Theaterautor und Schauspieler.

## Leben
Nach ersten Theatererfahrungen an freien Bühnen und bei einer Straßentheater-Gruppe in Frankreich, mit Teilnahme am Festival d’Avignon, machte Lüdecke eine Schauspiel-Ausbildung in Berlin an der Kirchhoff-Schule und der Hochschule der Künste, an die sich ein einjähriges Projektstudium „Szenisches Schreiben“ an der HdK anschloss.
Er arbeitet hauptberuflich als Theaterautor und für Fernsehproduktionen, nebenberuflich auch als Schauspieler und Regisseur. Von ihm sind Theaterstücke in den Verlagen Drei Masken Verlag, München, stueckgut, München, razzoPENuto, Berlin und Felix Bloch Erben, Berlin erschienen.
Außerdem Artikel im Feuilleton der FAZ und der Tageszeitung Die Welt. 1997 wurde sein Stück Darja mit dem Else-Lasker-Schüler-Dramatikerpreis (geteilt mit Werner Fritsch) ausgezeichnet.
Er war als Autor Stipendiat des Literarischen Colloqiums Berlin und der Stiftung Preußische Seehandlung, Berlin.
Seit 1983 lebt Lüdecke in Berlin.

## Werke

### Theaterstücke
- Aufstieg zu Prospero, UA 1988, Theater der Autoren, Theatertreffen, Stückemarkt[2]
- Mesalliance
- Darja, 1995, Else-Lasker Schüler Dramatikerpreis 1997, Uraufführung: 1998 im Pfalztheater, Kaiserslautern
- Berlin Stadtbahn
- Deutschland den Doofen,[3] Uraufführung: 10. Mai 1997 im Landestheater Mecklenburg, Neustrelitz
- Brüsseler Spitzen, Uraufführung: 2000 mit Wolfgang Hosfeld im Maxim-Gorki-Theater, Berlin
- Europa-Trilogie (Bauernstaat / Klassenkampf / Oxygen). Bauernstaat uraufgeführt am TPT-Thüringen, 2008 (Oxygen auch als Kurzfilm)
- Heiler, hilf Herz
- Der Afrika Kinematograph, 2006
- Topterroristen Think Tank, 2006, Deutsch-Französische Autorentage[4] 2007
- Leonida (Miss Europa), uraufgeführt 2007, Erstes Autorentheater Berlin
- Morignone, 2008
- Theaterbeschimpfung, 2008
- Magic Mushrooms,[5] 2009, Deutsch-Französische Autorentage am Badischen Staatstheater, Uraufführung November 2022 am Turbinetheater in Langnau am Albis[6]
- Bernsteinzimmer, 2016
- Mephisto und die weise Frau, 2016, Auftragsarbeit für www.e-transform.org der Hochschule BTU Cottbus und der Hochschule Augsburg
- Der 13. Bezirk von Berlin, Komödie, 2019
- Beinhorn, Partitur für Sprechtheater, 2019
- Gottes gewaltiger Leichnam, Theatertexte für das Theaterprojekt "Mit May und Nietzsche durchs wilde Kurdistan" 2020
- Double Peak Security, Schauspiel, 2020
- Kaventsmann und die Faust im Kopf, Mephisto-Trilogie Teil II, 2022
- Being Mensch, Mephisto-Trilogie Teil III, 2023
- Die schwarze Katze des Vergessens, 2024
- Drama Dramatiker-Dramatiker Drama, Theaterbühnenbeschimpfung Schauspiel, 2025

### Kurzfilme
- Hoffest, 2002
- Oxygen, 2004
- Heute ist ja nur die Zukunft von gestern, 2012
- Klassenkampf, 2013
- Im Himmel über Berlin und darunter, 2013

### Spielfilm
- Salmiak Noir, 1992 (Buch und Regie: 1990–92), Produzent und Hauptdarsteller: Joachim Lünenschloß

### Serien

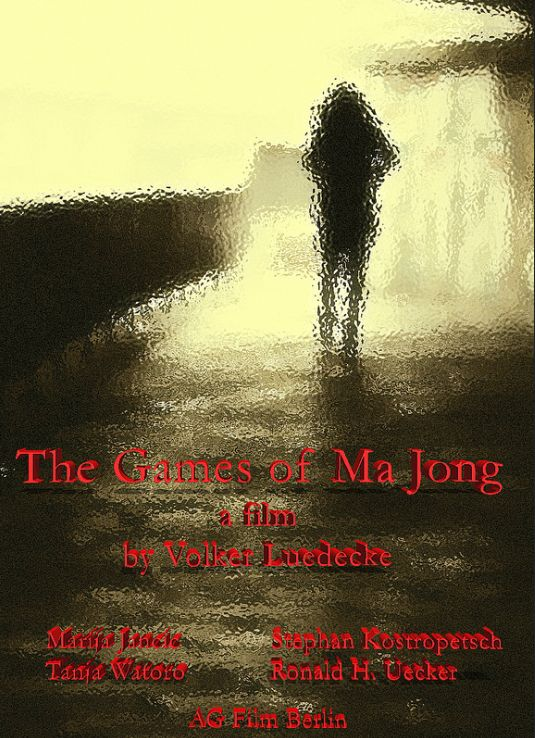
Filmplakat zum Film The Games of Ma Jong

- The Games of Ma Jong, 2014 (Pilotfilm)

### Bücher
- Fracking Desaster Blues: Sieben Kurzgeschichten zur Rettung der Welt, 2014. Mit einem Vorwort von Christiane Hipp, ISBN 978-1-5055-7410-4
- Kommissar Katzorke: Süße Schrippen, 2014, ISBN 978-1-4947-8070-8
- Die Fliege im Finanzamt, 2015, ISBN 978-1-5197-4004-5
- THEATERTEXTE Bauernstaat, 2016 (1. Auflage 2000, Verlag für Bühne, Film und Funk, Felix Bloch Erben, Berlin; Uraufführung Februar 2008, Bühnen der Stadt Gera, Großes Haus, Theater & Philharmonie Thüringen), ISBN 978-1-5234-4457-1
- THEATERTEXTE Bernsteinzimmer, CreateSpace Independent Publishing Platform, 2016, ISBN 978-1-5327-7725-7
- THEATERTEXTE Morignone, 1. Auflage 2008 (Drei Masken Verlag), 2. Auflage CreateSpace Independent Publishing Platform, 2016, ISBN 978-1-5334-4553-7
- THEATERTEXTE Darja, 1. Auflage 1995 (Verlag Felix Bloch Erben), 2. Auflage 2008 (Drei Masken Verlag) 3. Auflage 2016 CreateSpace ISBN 978-1-5351-0220-9
- Kommissar Katzorke: Kippen und Meer, 2017, Createspace Independent Publishing, kdp ISBN 978-1-9759-5699-8
- Europa-Trilogie theatertexte (Drei Masken Verlag), Createspace Independent Publishing, kdp ISBN 1-9798-3953-0
- THEATERTEXTE Mesalliance - Berlin Stadtbahn,  Createspace Independent Publishing, kdp ISBN 1-9818-8406-8
- MORIGNONE Romanserie I und II, 2018, epubli, neobooks, kdp ISBN 978-3-7467-4121-5
- MORIGNONE Romanserie Band III, 2019, epubli ISBN 978-3-7485-0115-2
- Der 13. Bezirk von Berlin, Komödie, Reihe THEATERTEXTE Band 7, 2019, kdp ISBN 978-1-0946-5951-0
- BEINHORN, Partitur für Sprechtheater, Reihe THEATERTEXTE Band 8, 2019, Verlag razzoPENuto und kdp ISBN 978-1-6930-1405-5
- Double Peak Security, Schauspiel, Reihe THEATERTEXTE Band 9, 2020, kdp ISBN 979-8-6052-8095-8
- GOTTES GEWALTIGER LEICHNAM - Mit May und Nietzsche durchs wilde Kurdistan, Nexus bilingual mit Theatertexten von Volker Lüdecke, Mirza Metin, Wajiha Said, Katharina Schlender, 2020, kdp ISBN 979-8-6896-2844-8
- KAVENTSMANN UND DIE FAUST IM KOPF, Mephisto-Trilogie Teil II, Reihe THEATERTEXTE Band 10, 2022, kdp ISBN 9798802044919
- IM WURMLOCH - Autobiografische Essays, kdp und neobooks, Berlin 2022, ISBN 9798354998340
- Being Mensch, Mephisto-Trilogie Teil III, Reihe THEATERTEXTE Band 11, 2023, kdp ISBN 979-8-8542-7190-5
- Die schwarze Katze des Vergessens, Tragikomödie, Theaterverlag razzoPENuto (Aufführungsrechte) und Reihe THEATERTEXTE Band 12, kdp ISBN 979-8-87-900693-3
- Topterroristen Think-Tank, Original Textfassung 2006, Reihe THEATERTEXTE Band 13, kdp ISBN 979-8-32-721074-5
- Drama Dramatiker-Dramatiker Drama, Theaterbühnenbeschimpfung Schauspiel, Reihe THEATERTEXTE Band 14, Registriertes Urheberwerk von Volker Lüdecke, Independently published, KDP ISBN 979-8-31-024681-2

### Hörspiele
- Mephisto und die weise Frau - Hörspiel von Volker Lüdecke (Buch und Regie) mit Daniela Mitterlehner (Sprecherin) und Nicolai Tegeler (Sprecher), Sounddesign Patrick Römer. CD: ISBN 978-3-00-070232-7 Aufgenommen im Studio von Unisono-Records in Berlin.

### Aufsätze
- Die Welt:
  - Unsichtbar in Berlin. 19. Juni 1999
  - Das neue Bilka kam aus Istanbul. 5. Februar 2001
- Frankfurter Allgemeine Zeitung:
  - Stummer Spitzel. Der S-Bahnhof Bornholmer Straße und seine Gespenster. Februar 2001
  - Macht euch endlich wieder wichtig! Plädoyer für ein selbstbewusstes Autorentheater der Gegenwart. 26. September 2018